# Getfit
Getfit（ゲットフィット)は、日本のパーソナルトレーニングジムの口コミを元にした比較検討サイト。東京都港区に本社を置く株式会社dwingが運営している。

## 沿革
- 2018年
  - 9月 - Getfitがローンチ
- 2019年
  - 12月 - 契約店舗数が300を突破
- 2020年
  - 4月 - オンラインのパーソナルトレーニングサービス「エニタイムパーソナル」をリリース